# Jeffrey Schlupp
Jeffrey Schlupp (Hamburg, Németország, 1992. december 23. –) ghánai labdarúgó, legutóbb a Crystal Palace csapatában játszott.

## Pályafutása

### Leicester City
Schlupp Hamburgban született, ghánai szülők gyermekeként, néhány évvel később a család Angliába költözött. A Leicester City ifiakadémiáján kezdett el futballozni, majd a 2010/11-es szezon előtt felkerült az első csapat keretéhez, ahol megkapta a 31-es mezszámot. 2011. március 8-án pályafutása során először leülhetett az első csapat cserepadjára, a Norwich City ellen, de játéklehetőséget nem kapott. Hat nappal később új, kétéves szerződést írt alá a csapattal. Ugyanazon a napon a Brentford egy hónapra kölcsönvette. Elutasította a német U19-es válogatott meghívását, hogy a kölcsönszerződését intézhesse. Március 15-én, a Huddersfield Town ellen debütált, a 77. percben csereként beállva. Tíz nappal később, a Carlisle United ellen kezdőként kapott lehetőséget és két gólt szerzett. A következő fordulóban, a Sheffield Wednesday ellen ismét kezdőként lépett pályára, egy góllal hozzájárulva csapata 3-1-es győzelméhez. Április 3-án végigjátszotta a Football League Trophy döntőjét, a Carlisle United ellen, a kapufát is eltalálta, de csapata 1-0-ra kikapott. A Brentford április 14-én a szezon végéig meghosszabbította kölcsönszerződését.
A 2011/12-es idény előtti felkészülés során részt vett az első csapat svédországi túráján, és megkapta a 27-es számú mezt. 2011. augusztus 9-én, egy Rotherham United elleni Ligakupa-meccsen mutatkozott be tétmérkőzésen a Leicesterben, mesterhármast szerezve. Négy nappal később, a Reading ellen a bajnokságban is lehetőséget kapott, október 1-jén, a Derby County ellen első bajnoki gólját is megszerezte. 2012. március 13-án, a Birmingham City ellen megszerezte második gólját a bajnokságban, ami egyben a Leicester City fennállásának 4000. hazai bajnoki gólja volt.
2013 januárjában egyhetes próbajátékra utazott a Manchester Unitedhez. Végül három hétig maradt, ami alatt két U21-es mérkőzésen is pályára lépett. A manchesteri klub végül nem igazolta le, így visszatért a Leicester Cityhez, ahol balhátvédként és balszélsőként is lehetőséget kapott. 2014. január 1-jén a Millwall ellen látványos gólt szerzett, kötényt adva a kapusnak. A 2013/14-es idényben a Leicester bajnokként feljutott a Premier League-be. Schlupp 26 bajnokin lépett pályára a szezon során, egy gólt szerezve.
A Premier League-ben 2014. augusztus 4-én, az Everton ellen mutatkozott be, csereként beállva. Október 4-én, a Burnley ellen megszerezte első gólját az élvonalban. November 29-én, a Queens Park Rangers ellen ismét eredményes volt, majd január 1-jén, a Liverpool ellen is betalált. 2015. május 18-án, szezonbeli teljesítménye elismeréseként a szurkolók megválasztották az év legjobb fiataljának, csapattársai pedig az év legjobb játékosának.
A 2015/16-os évadot balhátvédként kezdte, de később előrébb lépett a középpályára. Első gólját egy Norwich City ellen 2-1-re megnyert mérkőzésen szerezte. Decemberben vádlisérülést szenvedett, ami miatt hat hétig nem játszhatott. Felépülése után jó formában játszott és nagy szerepe volt abban, hogy csapata nagy meglepetésre bajnok lett. Ezt jól mutatja, hogy sorozatban másodszor is megnyerte az év legjobb fiatal játékosának járó elismerést.

### Crystal Palace
2017 január 13-án a szintén élvonalbeli Crystal Palace igazolta le.

## Válogatott pályafutása

### Németország
Schluppot 2011 elején meghívták a német U19-es válogatottba, de végül egyetlen meccsen sem lépett pályára a csapatban.

### Ghána
2011. november 7-én behívót kapott a ghánai válogatottba, Sierra Leone és Gabon ellen. Utóbbi ellen mutatkozott be, november 15-én, a mérkőzés végén beállva, Prince Tagoe helyére. 2014 áprilisában felmerültek olyan hírek, miszerint Schluppnak jó esélye van bekerülni a ghánaiak 2014-es vb-re utazó csapatába, a Leicesterben mutatott jó teljesítménye miatt. Május 31-én, egy Hollandia elleni felkészülési meccsen pályára is lépett, de nem került be a tornára készülő keretbe. 2014 szeptemberében ismét bekerült a válogatottba, az Uganda és Togo elleni afrikai nemzetek kupája selejtezőkre. Végül csak az utóbbin kapott játéklehetőséget. Első válogatottbeli gólját 2015. június 14-én, Mauritius ellen szerezte.

## Magánélete
2014 januárjában megszületett fia, Arlo.

## Sikerei

### Leicester City
- A Football League Championship bajnoka: 2013/14
- A Premier League bajnoka: 2015/16

### Brentford
- A Football League Trophy ezüstérmese: 2011

## Külső hivatkozások
- Jeffrey Schlupp pályafutásának statisztikái a Soccerbase oldalon (angolul)